# 高島昭男
高島 昭男 （たかしま あきお、1942年（昭和17年）4月15日 - ）は、日本のフィールドホッケー選手。
1964年東京オリンピックと1968年メキシコシティーオリンピックに出場した。